# Meskina
Meskina is een Nederlandse romantische komediefilm uit 2021, het speelfilmdebuut van regisseur Daria Bukvić. De film is bedacht door de cabaretière Soundos El Ahmadi, die tevens een bijrol in de film speelt. Het scenario is geschreven door Fadua el Akchaoui, Ernst Gonlag en Bukvić.

## Verhaal
De Marokkaans-Nederlandse vrouw Leyla is dertig, maar is gescheiden, heeft geen kinderen en heeft nog geen carrière. Ze wordt daarom bestempeld als een 'meskina', oftewel een 'zieligerd'. Haar familie besluit om haar te gaan koppelen.

## Rolverdeling
- Maryam Hassouni - Leyla
- Nasrdin Dchar - Amin
- Bilal Wahib - Rayan
- Vincent Banić - Fabian
- Rachida Iaallala - Najat
- Jouman Fattal - Malika
- Olaf Ait Tami - Abdelkarim
- Sisi Bolantini - Yasmina
- Oscar Aerts - Klaas
- Nora Akachar - Farida
- Soundos El Ahmadi - Amira
- Najib Amhali - Ali
- Selma Chadid - Nadia
- Yassine Chigri - Bilall
- Joy Delima - Patricia
- Fadua El Akchaoui - Fatima
- Mustapha Damine El Ajjouri - Noah
- Bilal El Aoumari - Adil
- Achmed el Jennouni - date van Leyla

## Ontvangst
Meskina is gematigd positief ontvangen en wordt in recensies omschreven als een amusante en sympathieke romcom met een hoog tempo. Volgens de Volkskrant mist de film wel enige diepgang.
Op 4 maart 2022 verscheen de film op Netflix. In de eerste week na de verschijning van de film op Netflix belandde de film op de eerste plek in de Netflix-top 10 in Marokko, nummer 2 in Nederland en nummer 6 wereldwijd.